# Aloe leedalii
Aloe leedalii é uma espécie de liliopsida do gênero Aloe, pertencente à família Asphodelaceae.